# Варвара (светица)
Вижте пояснителната страница за други значения на Варвара.
Света Варвара е християнска великомъченица, родена в края на 3 век и починала през 305 или 306 г.
Паметта ѝ се почита както в православната църква, така и в католическата на 4 декември.
В православието Света Варвара се смята за покровителка на починалите от внезапна смърт – които са нямали време да се покаят и причастят. В Полша денят й е един от най-уважаваните празници и обявен и за Ден на миньора, тъй като светицата се счита за покровителка на миньорите.
Света Варвара е родена в семейството на аристократ - езичник от Никомедия, Мала Азия, около 270 г. В свое частно проучване богословът Венцислав Каравълчев твърди, че тя е родена на територията на България - в съвременната община Разлог, в село Елешница (Област Благоевград), което в древността се е наричало Илиопол. За да я предпази от похищение, баща й я затваря в кула. Съзнаваща изключителната си красота, младата Варвара, желае да се омъжи и измолва от него позволение да си потърси жених. Докато това се случва, девойката се запознава с християни и сама става християнка. Възмутен от решението й, което по това време често се тълкува, като отказ от почитанието на традиционния гръко-римски пантеон, бащата решава да я вразуми, като нарежда да я бичуват. Получава й съгласието на управителя на града Мартиан да я осъди на смърт. Дълго време безуспешно се мъчи да промени религията й. Натискът и заплахите над дъщеря му са улеснени и от започналите след време гонения на християните въз основа на указите на императорите от римската тетрархия. Накрая действително решава да я убие и по нареждане на бащата Варвара е обезглавена, около 306 г., за което според легендата, както той, така и управителят на селището са поразени от мълния. Тя е погребана от християнина Валентин (съименик на свети Валентин) и гробницата й става източник на чудеса на вярата.
През 6 век мощите на Света Варвара са пренесени в Константинопол. През 11 век поне отчасти са преместени във Венеция, Италия, във връзка със сватбата на византийската принцеса Мария Аргира със сина на венецианския дож Пиетро II Орсеоло Джовани. Останалите през 12 век отиват в Михайловския Златовърх манастир в Киев от Святополк II, а от 1930 г. почиват в Патриаршеската катедрала „Свети Владимир“ в същия град.

## Народните обичаи в България в деня на Света Варвара
В България фолклорната традиция отрежда на Света Варвара ролята пазителка на децата от болести, по-специално - от дребна шарка, дотолкова, че понякога я отъждествяват с духа на това заболяване, наричайки я „Баба Шарка“ и я почитат с раздаване за здраве на „къпани“ питки (омесеното тесто първо се вари, докато изплува на повърхността, а после се оформя на питка и изпича). Питките се намазват с мед за умилостивяване на светицата и на „баба Шарка“. Обичаят е характерен за Родопите. В Добруджа, вечерта срещу празника на света Варвара, приготвят трапеза за „баба Шарка“, на която поставят паничка с мед, медена питка, съд с вода и пешкир. В Западна България на празника деца палят огън на кръстопът, на който варят леща и изяждат по няколко зрънца. След това прескачат по три пъти огъня и вземат по една главня от него. Лещата и главнята се пазят като лекарство против дребна шарка. Друг обичай е да се вари боб и да се слагат по няколко зърна на коляното на детето и то да ги изяде без да ги взема в ръце.
В други райони Света Варвара се почита като покровителка на домашните птици. Празникът се нарича още Женска Коледа, тъй като девойките се пременят (обличат се специално за него), обикалят домовете и пеят песни за здраве. По седенките се извършват гадания коя девойка, за кой момък ще се омъжи.
В българския фолклор, за обичаите съпътстващи празниците на Света Варвара, Свети Сава (5 декември) и Свети Никола (6 декември) има поговорка: „Варвара вари, Сава пече, Никола гости посреща“, визираща кулинарната страна на празненствата им.

## Храмове в България в чест на света Варвара
В България на света Варвара са посветени няколко храма - църквите в двете села, носещи името Варвара, като храмът в пазарджишкото село Варвара е на над двеста години, построен през 1814 година, а този в бургаското село Варвара е осветен през 2006 година.  
На светицата е посветена и средновековната църква “Св. Варвара” в Мелник, която днес е в руини. 
На света Варвара са посветени и няколко параклиса из страната - храмът в Асеновград, построен през XI век, двестагодишната църква над Бачково, храмът в разложкото село Елешница, параклисът “Света Варвара” в столичния храм “Преображение Господне”, храмът край град Рила, параклисът “Света Варвара” в пловдивската болница “Свети Георги”.